# Timor Oriental en los Juegos Olímpicos de Londres 2012
Timor Oriental estuvo representado en los Juegos Olímpicos de Londres 2012 por dos deportistas, 1 hombre y 1 mujer, que compitieron en atletismo. El responsable del equipo olímpico es el Comité Olímpico Nacional de Timor Oriental.
El portador de la bandera en la ceremonia de apertura fue el atleta Augusto Ramos Soares, y en la de clausura, la atleta Juventina Napoleão. El equipo olímpico timorense no obtuvo ninguna medalla en estos Juegos.

## Atletas
La siguiente tabla muestra el número de atletas en cada disciplina:
| Deporte   | Hombres | Mujeres | Total |
| --------- | ------- | ------- | ----- |
| Atletismo | 1       | 1       | 2     |
| Total     | 1       | 1       | 2     |

## Atletismo
Masculino
| Atleta               | Evento  | Final     | Final    |
| Atleta               | Evento  | Resultado | Posición |
| -------------------- | ------- | --------- | -------- |
| Augusto Ramos Soares | Maratón | 2:45:09   | 84       |

Femenino
| Atleta             | Evento  | Final      | Final    |
| Atleta             | Evento  | Resultado  | Posición |
| ------------------ | ------- | ---------- | -------- |
| Juventina Napoleão | Maratón | 3:05:07 PB | 106      |